# 5282 Yamatotakeru
5282 Yamatotakeru este un asteroid din centura principală de asteroizi.

## Descriere
5282 Yamatotakeru este un asteroid din centura principală de asteroizi. A fost descoperit pe 2 noiembrie 1988 la Gekko de Yoshiaki Ōshima. El prezintă o orbită caracterizată de o semiaxă mare de 2,73 ua, o excentricitate de 0,12 și o înclinație de 12,2° în raport cu ecliptica.